# Bona nit, mare
Bona nit, mare (anglès  'night, Mother) és una obra de teatre escrita en 1983 per Marsha Norman sobre una filla (Jessie) i la seva mare (Thelma, que rep el nom de "Mamà" en l'obra). Va guanyar el Premi Pulitzer de Teatre i fou nominada al Premi Tony a la millor obra.

## Argument
L'obra comença quan Jessie li explica a Mamà amb tota tranquil·litat que l'endemà al matí estarà morta, ja que planeja el seu propi suïcidi aquesta mateixa nit (això ho revela amb tota normalitat mentre ordena la casa i es prepara per a fer-li la manicura a la seva mare). El diàleg que segueix entre Jessie i Mamà va revelant a poc a poc les raons que l'han portat a aquesta decisió, la seva vida amb Mamà i el gran detall amb què ha planificat la seva pròpia mort. Tot això culmina amb un inquietant, al mateix temps que inevitable, clímax.

## Representacions
Va ser guardonada en 1983 amb el Premi Pulitzer a la millor obra de teatre. La producció original a l'American Repertory Theater a Cambridge (Massachusetts) va ser protagonitzada per Kathy Bates com Jessie i Anne Pitoniak com a Mamà. La producció va arribar finalment a Broadway, on va ser representada en el John Golden Theatre amb el mateix repartiment. Va rebre 4 nominacions per als Premis Tony: millor obra de teatre, millor actriu en una obra de teatre (tant per a Bates i com per a Pitoniak) i millor director (Tom Moore).
La versió cinematogràfica de 1986 amb el mateix nom va ser protagonitzada per Sissy Spacek i Anne Bancroft com a filla i mare, respectivament. Marsha Norman va adaptar la seva pròpia obra i va escriure el guió. Tom Moore, que havia dirigit l'obra a Broadway, va dirigir també la pel·lícula. La pel·lícula afegia més personatges, mentre que en l'obra de teatre només hi havia dos intèrprets. No va ser rebuda per la crítica amb gran entusiasme, encara que Bancroft va rebre una nominació al Globus d'Or com a millor actriu (dramàtica) en una pel·lícula.
En 2005, es reestrenó a Broadway protagonitzada per Edie Falco i Brenda Blethyn i dirigida per Michael Mayer.
Quant a versions en espanyol, a Espanya es va estrenar en 1984, protagonitzada per Mary Carrillo i Concha Velasco. En 2007 Gerardo Malla va realitzar una nova versió amb Carmen de la Maza i Remedios Cervantes.
S'ha fet una versió en català representada el 8 de febrer de 2001 al Teatre Talia de València, produïda per Teatres de la Generalitat, dirigida per Victòria Salvador, i protagonitzada per Neus Agulló i Rosanna Espinós.